# مارتین دوربک
مارتین دوربک (استونیایی: Martin Dorbek؛ زادهٔ ۲۱ ژانویهٔ ۱۹۹۱) بازیکن بسکتبال اهل استونی است.
از باشگاه‌هایی که در آن بازی کرده‌است می‌توان به باشگاه بسکتبال کالو و باشگاه بسکتبال راکوره تارواس اشاره کرد.